# Kairi Shimotsuki
Kairi Shimotsuki, lingua giapponese: 霜月 かいり (14 novembre ...), è una fumettista giapponese.

## Opere
- Inferior Doll - volume unico (2003)
- Kami no rakuin (神の烙印? lett. Il marchio di Dio) - volume unico (2003)
- Kid Pistols (キッド・ピストルズ?, Kiddo Pisutoruzu) - volume unico (2003)
- MADNESS - 2 volumi (2004)
- Sengoku BASARA (戦国BASARA?) - 3 volumi (2006)
- Heaven's Love - volume unico (2006)
- Brave10 (ブレイブ・テン?, Bureibu ten) - 8 volumi (2007-2011)
- Kimi o mukae ni (君を迎えに?) - volume unico (2007)
- DEATH EDGE - 2 volumi (2009-2010)
- Gangan sen -IXA- (ガンガン戦-IXA-?) - volume unico (2011)
- Brave10 S (ブレイブ・テン スパイラル?, Bureibu ten supairaru, Brave10 Spiral) (2011-in corso)